# Fawn Hall
Fawn Hall (né en 1959) est une ancienne employée de l'US Navy et du Conseil de sécurité nationale américains. Ancienne secrétaire du lieutenant-colonel Oliver North, elle a joué un rôle notable dans l'affaire Iran-Contra en détruisant des documents confidentiels.

## Biographie
Née à Annandale en Virginie en 1959, Fawn Hall complète sa formation de niveau secondaire au Annandale High School en 1977. Elle obtient un emploi de bureau à temps partiel dans l'US Navy à partir de janvier 1976 pendant qu'elle poursuit ses études à l'école. Graduée, elle commence à travailler à temps plein pour le compte de l'US Navy dans un bureau du Pentagone.
Le 26 février 1983, elle est détachée pour servir auprès du Conseil de sécurité nationale, où elle travaille sous les ordres d'Oliver North. Elle reste à ce poste jusqu'à ce que North soit limogé le 25 novembre 1986, au plus fort du scandale de l'affaire Iran-Contra. La mère de Fawn, Wilma Hall, est secrétaire de Robert McFarlane à cette époque, conseiller à la sécurité nationale du président Ronald Reagan et supérieur de North, ainsi que l'un des acteurs importants dans l'affaire Iran-Contra.
Pour soutenir les Contras, North prévoit un transfert de fonds en provenance du Brunei. Il est involontairement saboté lorsque Fawn Hall transpose deux chiffres du compte bancaire suisse de North. Un homme d'affaires suisse, subitement plus riche de 10 millions US$, informe les autorités de cette transaction. Par la suite, l'argent est retourné au sultan de Brunei, avec intérêts.
En juin 1987, Hall, de son propre chef, témoigne pendant deux jours devant une commission du Congrès des États-Unis. Elle avoue avoir détruit ou modifié une grande quantité de documents (tellement que le destructeur de documents aurait bloqué à une occasion). Elle aurait aussi passé en fraude des documents pour les remettre à Oliver North le 25 novembre 1986, jour où il est renvoyé,. Pendant son témoignage, elle aurait déclaré que « Parfois il faut agir au-dessus des lois » (« Sometimes you have to go above the law »). Le journaliste Bob Woodward (qui a révélé le scandale du Watergate) a rapporté que sa défense se résumait par « Nous avons tout déchiqueté » (« We shred everything »). En 1989, elle obtient l'immunité judiciaire contre des accusations de conspiration et de destruction de documents en échange de son témoignage.
Lorsque l'affaire Iran-Contra est révélée, Fawn Hall retourne brièvement travailler pour l'US Navy en 1987. La même année, le journaliste Michael Kelly l'invite au dîner des correspondants de la Maison-Blanche. Après son témoignage devant la commission en juin 1987, elle démissionne et commence à travailler chez William Morris Agency, une agence d'Hollywood représentant des acteurs, tout en poursuivant une carrière dans les médias dans la région de Washington. Elle déménage plus tard à Los Angeles en Californie, où elle poursuit une carrière de mannequin pendant plusieurs années. En avril 1993, elle épouse Danny Sugerman, le second gérant du groupe musical The Doors,.
Le couple demeure dans les Hollywood Hills de Los Angeles. Son époux lui aurait suggéré de consommer du crack peu après qu'ils se sont mariés. En 1994, accro, elle aurait pris une surdose, ce qui l'amène à suivre une cure de désintoxication. Son époux meurt en 2005 d'un cancer pulmonaire. Deux ans plus tard, elle met en vente leur maison pour la somme de 2,5 millions US$,.
Depuis 2012, Fawn Hall mène une vie discrète à West Hollywood, loin des regards des médias.

## Dans la culture
Dans le film Barry Seal: American Traffic (2017), l'actrice Mickey Sumner incarne son rôle.